# جدجد شاذ
جدجد شاذ (الاسم العلمي: Gryllus abnormis) هو نوع من الحشرات يتبع جنس الجدجد من فصيلة الجداجد الحقيقية.